# Инициативная улица (Москва)
Инициати́вная у́лица (название присвоено 26 августа 1960 года) — улица в Западном административном округе города Москвы на территории района Фили-Давыдково. Проходит параллельно Кутузовскому проспекту и улице Артамонова, соединяя Аминьевское шоссе и Кременчугскую улицу.

## Происхождение названия
Улица названа так по инициативе рабочих Кунцевского механического завода (МРТЗ), которые предложили руководству завода построить себе жильё силами самих рабочих. Завод выделил материалы для строительства, и рабочие (кузнецы, слесари, штамповщики, литейщики) заранее распределили местоположение своих будущих квартир и строили своё жилье после работы, в свободное время. На личные деньги докупался кирпич, чтобы в будущих квартирах потолки были на три кирпича выше. В итоге были построены несколько двухэтажных домов оригинальной конструкции — с фасада дома были расположены входы на первый этаж, с другой стороны — на второй этаж. В каждой квартире были предусмотрены погреба. В 1959 году дома были заселены. После вхождения города Кунцево состав Москвы в 1960 году название улицы было подтверждено постановлением от 26 августа 1960 года.

## Здания и сооружения

### По нечётной стороне
- № 1 — Гимназия № 1589, Математическая гимназия, Qiwi — платёжный терминал.
- № 3 — Бар Зеравшан, Дикси, Qiwi — платёжный терминал.
- № 7к3 — Промышленный импорт, Гениями становятся, Мир самбо.
- № 11 — Горздрав, Точка красоты,зоомагазин "Майло"
- № 11с1 — Garex.

### По чётной стороне
- № 2к1 — Интернет-магазин Модные детки.
- № 8к1 — Мир теплоты и уюта.
- № 12 — Мебель из Белоруссии, Гидротек, Studio-m.
- № 16к4 — Совет Ветеранов Войны и Труда района Фили-Давыдково первичная организация.

## Транспорт
По улице проходят маршруты автобусов № 104 и № 732. Оба следуют по улице только по направлению к метро «Славянский бульвар» (обратно по улице Артамонова).
Также на Аминьевском шоссе расположена остановка «Инициативная улица. Ломоносовская школа» автобусов № 11, № 236, № 688 и № 733, следующих до станции метро «Кунцевская», а также автобуса № 77 (до метро «Славянский бульвар»).
В начале улицы расположена станция метро «Давыдково».

### Ближайшие станции метро
- «Давыдково»

На Инициативной улице жил Константин Беляев, автор и исполнитель песен.